# Jhajha
Jhajha là một thành phố và là một khu vực quy hoạch (notified area) của quận Jamui thuộc bang Bihar, Ấn Độ.

## Nhân khẩu
Theo điều tra dân số năm 2001 của Ấn Độ, Jhajha có dân số 36.424 người. Phái nam chiếm 53% tổng số dân và phái nữ chiếm 47%. Jhajha có tỷ lệ 63% biết đọc biết viết, cao hơn tỷ lệ trung bình toàn quốc là 59,5%: tỷ lệ cho phái nam là 71%, và tỷ lệ cho phái nữ là 53%. Tại Jhajha, 15% dân số nhỏ hơn 6 tuổi.